# كاني غويز (بشت أربابا)
کاني غویز (بالفارسية: کانی گویز) هي قرية تقع في إيران في قسم بشت أربابا الريفي. يقدر عدد سكانها بـ 376 نسمة بحسب إحصاء 2016.